# A Woman Scorned
A Woman Scorned er en amerikansk stumfilm fra 1911 af D. W. Griffith.

## Medvirkende
- Wilfred Lucas
- Claire McDowell
- Alfred Paget
- Frank Evans
- Adolph Lestina